# Crematogaster corporaali
Crematogaster corporaali är en myrart som beskrevs av Santschi 1928. Crematogaster corporaali ingår i släktet Crematogaster och familjen myror. Inga underarter finns listade i Catalogue of Life.